# Kazimierz Jurkiewicz

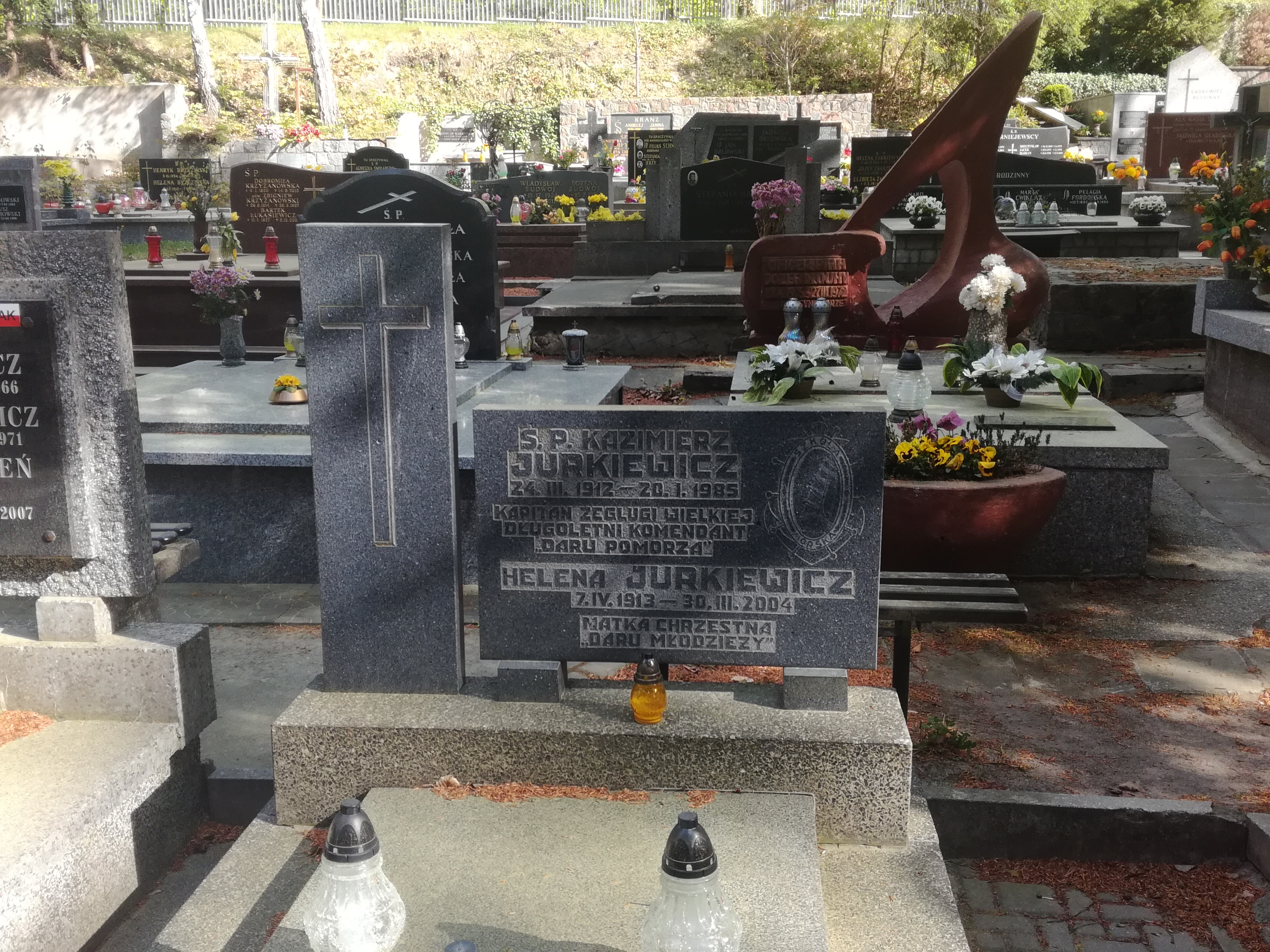
Grób Kazimierza Jurkiewicza na cmentarzu Witomińskim

Kazimierz Jurkiewicz (ur. 24 marca 1912 w Goraju, zm. 20 stycznia 1985 w Gdyni) – kapitan żeglugi wielkiej, pedagog.

## Życiorys
Szkołę podstawową ukończył w Warszawie, a gimnazjum humanistyczne w Kraśniku. Będąc harcerzem dwukrotnie brał udział w morskich obozach szkoleniowych. W 1934 ukończył Wydział Nawigacyjny Państwowej Szkoły Morskiej w Gdyni. Był uczestnikiem pierwszego rejsu dookoła świata pod polską banderą (na „Darze Pomorza” w latach 1934–1935). Odbył roczną służbę wojskową w Szkole Podchorążych Rezerwy Łączności w Zegrzu. Później był m.in. wieloletnim wykładowcą Państwowej Szkoły Morskiej w Gdyni, dyrektorem szkoły, przewodniczącym Komisji ds. Wyższych Szkół Morskich; przyczynił się do przekształcenia Państwowej Szkoły Morskiej w Wyższą Szkołę Morską (1968, od 2001 Akademia Morska). W latach 1953–1977 był jednocześnie kapitanem „Daru Pomorza”. Podczas „Operacji Żagiel” 1976 norweski kapitan K. Thorsen, komendant „Christiana Radicha”, uroczyście pożegnał odchodzącego na emeryturę komendanta Jurkiewicza w imieniu wszystkich komendantów statków szkolnych uczestniczących w tej imprezie. Po utworzeniu muzeum Dar Pomorza (1982) został jego pierwszym kustoszem (do końca życia).
Zmarł w Gdyni, pochowany na cmentarzu Witomińskim (kwatera 51-25-24).

## Ordery i odznaczenia
- Krzyż Komandorski Orderu Odrodzenia Polski
- Krzyż Oficerski Orderu Odrodzenia Polski (1963)[3]
- Złoty Krzyż Zasługi
- Medal Komisji Edukacji Narodowej

Źródło:.

## Upamiętnienie
Jego imię nosi Szkoła Podstawowa nr 39 w Gdyni (przy ul. adm. Unruga).